# Nati nel 1980/Gennaio
| Questa pagina contiene informazioni ricavate automaticamente dalle voci biografiche con l'ausilio del template Bio e di un bot. L'aggiornamento è periodico e automatico e ricostruisce completamente la pagina. Se manca una persona in questa lista, sei pregato di non aggiungerla, ma accertati piuttosto che la sua voce biografica contenga il template Bio e che i dati anagrafici siano correttamente compilati. Se il template Bio manca, inseriscilo tu stesso o, in alternativa, metti l'avviso {{tmp\|Bio}} che ne segnala la mancanza. Se i dati riportati sono sbagliati, correggi direttamente la voce biografica; le modifiche saranno visibili in questa lista entro pochi giorni. Per chiarimenti vedi il progetto biografie. La lista contiene solo le 455 persone che sono citate nell'enciclopedia e per le quali è stato implementato correttamente il template Bio. Pagina aggiornata al 2 ago 2025. |

- 1º gennaio - Bombino, chitarrista e cantautore nigerino
- 1º gennaio - Naidra Ayadi, attrice francese
- 1º gennaio - Katarzyna Bachleda-Curuś, pattinatrice di velocità su ghiaccio polacca
- 1º gennaio - Maggie Behle, sciatrice alpina statunitense
- 1º gennaio - Lara Belmont, attrice inglese
- 1º gennaio - Francesca Cassola, attrice e conduttrice radiofonica italiana
- 1º gennaio - Sergejs Durdins, ex hockeista su ghiaccio e allenatore di hockey su ghiaccio lettone
- 1º gennaio - Gareth Evans, regista, sceneggiatore e montatore britannico
- 1º gennaio - Aaron Farrugia, politico maltese
- 1º gennaio - Richie Faulkner, chitarrista britannico
- 1º gennaio - Duangjai Hirunsri, attrice thailandese
- 1º gennaio - Emmanuel Jal, rapper, attivista e attore sudsudanese
- 1º gennaio - Mohamed Keita, ex calciatore guineano
- 1º gennaio - Aleš Loprais, pilota di rally ceco
- 1º gennaio - Andrei Mărgăritescu, ex calciatore rumeno
- 1º gennaio - Yunior Naranjo, schermidore cubano
- 1º gennaio - Mark Nichols, giocatore di curling canadese
- 1º gennaio - Elin Nordegren, modella svedese
- 1º gennaio - Jonner Pérez, schermidore venezuelano
- 1º gennaio - Olivia Ruiz, cantante e attrice francese
- 1º gennaio - Ancuța Stoenescu, cestista rumena
- 1º gennaio - Mauro Sutto, politico italiano
- 1º gennaio - Dybrill Sylla, ex calciatore maltese
- 1º gennaio - Nikorima Te Miha, ex calciatore cookese
- 2 gennaio - Danilo Aguirre, ex calciatore argentino
- 2 gennaio - Endrina Álvarez, schermitrice venezuelana
- 2 gennaio - Kemi Badenoch, politica britannica
- 2 gennaio - Charles Bardawil, ex cestista libanese
- 2 gennaio - Christophe Beghin, ex cestista e allenatore di pallacanestro belga
- 2 gennaio - Abdoulaye Camara, ex calciatore maliano
- 2 gennaio - Francesca De Beni, calciatrice italiana
- 2 gennaio - Giōrgos Dedas, allenatore di pallacanestro e ex cestista greco
- 2 gennaio - David Gyasi, attore britannico
- 2 gennaio - Simone Masciarelli, ex ciclista su strada italiano
- 2 gennaio - Jérôme Pineau, dirigente sportivo e ex ciclista su strada francese
- 3 gennaio - Carlos Chaves, ex giocatore di calcio a 5 costaricano
- 3 gennaio - Bryan Clay, multiplista statunitense
- 3 gennaio - Eli Crane, politico statunitense
- 3 gennaio - Frauke Dirickx, ex pallavolista belga
- 3 gennaio - Andy Furtado, ex calciatore costaricano
- 3 gennaio - Federico Insúa, allenatore di calcio e ex calciatore argentino
- 3 gennaio - Emil Jula, calciatore rumeno († 2020)
- 3 gennaio - Gerry Koning, ex calciatore olandese
- 3 gennaio - Raoul Kouakou, ex calciatore ivoriano
- 3 gennaio - Telly Leung, attore e cantante statunitense
- 3 gennaio - Federico Luzzi, tennista italiano († 2008)
- 3 gennaio - Claudio Maldonado, ex calciatore cileno
- 3 gennaio - Jamie Milligan, allenatore di calcio e calciatore inglese
- 3 gennaio - Necati Ateş, allenatore di calcio e ex calciatore turco
- 3 gennaio - Héctor Romero, ex cestista venezuelano
- 3 gennaio - Angela Ruggiero, ex hockeista su ghiaccio, imprenditrice e dirigente sportiva statunitense
- 3 gennaio - Mariángel Ruiz, modella e conduttrice televisiva venezuelana
- 3 gennaio - Mads Skjærvold, calciatore norvegese
- 3 gennaio - Genādijs Soloņicins, ex calciatore lettone
- 3 gennaio - David Tyree, ex giocatore di football americano statunitense
- 3 gennaio - Corinna Ulcigrai, matematica italiana
- 3 gennaio - Kurt Vile, cantautore, chitarrista e produttore discografico statunitense
- 3 gennaio - Mary Wineberg, ex velocista statunitense
- 3 gennaio - Irmantas Zelmikas, ex calciatore lituano
- 4 gennaio - Haro Asō, fumettista giapponese
- 4 gennaio - Andrea Barnó, ex pallamanista spagnola
- 4 gennaio - Atli Viðar Björnsson, ex calciatore islandese
- 4 gennaio - BJ Botha, ex rugbista a 15 sudafricano
- 4 gennaio - Erin Cahill, attrice statunitense
- 4 gennaio - Cai Huijue, ex nuotatrice cinese
- 4 gennaio - Francesco Carbone, allenatore di calcio e ex calciatore italiano
- 4 gennaio - D'Arcy Carden, attrice statunitense
- 4 gennaio - Greg Cipes, attore e doppiatore statunitense
- 4 gennaio - Riccardo De Santis, giocatore di baseball italiano
- 4 gennaio - Drag-On, rapper statunitense
- 4 gennaio - Bobbi Eden, ex attrice pornografica olandese
- 4 gennaio - Cihan Haspolatlı, ex calciatore turco
- 4 gennaio - Brad Ingelsby, sceneggiatore e produttore cinematografico statunitense
- 4 gennaio - Alexandra Jiménez, attrice spagnola
- 4 gennaio - Maroš Klimpl, ex calciatore slovacco
- 4 gennaio - Luís Miguel Brito Garcia Monteiro, ex calciatore portoghese
- 4 gennaio - Gaetano Nespro, ex pugile italiano
- 4 gennaio - Stefano Piedimonte, giornalista, scrittore e sceneggiatore italiano
- 4 gennaio - Jaroslav Popovyč, ex ciclista su strada ucraino
- 4 gennaio - June Diane Raphael, attrice e comica statunitense
- 4 gennaio - Milena Rosner, ex pallavolista polacca
- 4 gennaio - Diana Trujillo, ingegnera colombiana
- 5 gennaio - Srđan Andrić, ex calciatore croato
- 5 gennaio - Fabiano Assad, ex giocatore di calcio a 5 brasiliano
- 5 gennaio - Davor Bernardić, fisico e politico croato
- 5 gennaio - Etienne Bito'o, ex calciatore gabonese
- 5 gennaio - Sebastian Deisler, ex calciatore tedesco
- 5 gennaio - Kōji Fukada, regista e sceneggiatore giapponese
- 5 gennaio - Li Ting, ex tennista cinese
- 5 gennaio - Martín Morel, ex calciatore argentino
- 5 gennaio - Paulo César Rocha Rosa, ex calciatore brasiliano
- 5 gennaio - Garette Ratliff Henson, attore statunitense
- 5 gennaio - Marco Rigoni, dirigente sportivo e ex calciatore italiano
- 5 gennaio - Alen Simonyan, politico armeno
- 5 gennaio - Santiago Ventura, ex tennista spagnolo
- 5 gennaio - Jorge Zamogilny, ex calciatore argentino
- 6 gennaio - Alexander Avancini, ex hockeista su ghiaccio italiano
- 6 gennaio - Gabriele Bocciarelli, attore cinematografico italiano
- 6 gennaio - Marco Di Mauro, cantante, compositore e attore italiano
- 6 gennaio - Travis Dodd, allenatore di calcio e ex calciatore australiano
- 6 gennaio - Robert Gier, ex calciatore inglese
- 6 gennaio - Steed Malbranque, ex calciatore belga
- 6 gennaio - Fernando Martinuzzi, dirigente sportivo e ex calciatore argentino
- 6 gennaio - Mihael Mikić, allenatore di calcio e ex calciatore croato
- 6 gennaio - Hiromi Ōshima, modella e attrice giapponese
- 6 gennaio - Park Si-eun, attrice sudcoreana
- 6 gennaio - Florin Pelecaci, ex calciatore rumeno
- 6 gennaio - Evens Prophète, ex calciatore haitiano
- 6 gennaio - Kristian Rees, ex calciatore australiano
- 6 gennaio - Štefan Senecký, calciatore slovacco
- 7 gennaio - Kotomi Aoki, fumettista giapponese
- 7 gennaio - Rick Apodaca, ex cestista statunitense
- 7 gennaio - David Arroyo, ex ciclista su strada e mountain biker spagnolo
- 7 gennaio - André Astorga, ex calciatore brasiliano
- 7 gennaio - Christoph Kneip, schermidore tedesco
- 7 gennaio - Aya Korem, cantante israeliana
- 7 gennaio - Armel Disney, ex calciatore congolese (Repubblica del Congo)
- 7 gennaio - Ivan Moody, cantante statunitense
- 7 gennaio - Adékambi Olufadé, ex calciatore togolese
- 7 gennaio - Michael Owen, rugbista a 15 gallese
- 7 gennaio - Tyler Smith, ex cestista statunitense
- 7 gennaio - Deris Umanzor, calciatore salvadoregno
- 7 gennaio - Simon Woods, attore britannico
- 7 gennaio - Michael Wright, cestista statunitense († 2015)
- 8 gennaio - Cássio José de Abreu Oliveira, ex calciatore brasiliano
- 8 gennaio - David Gautier, ex cestista e allenatore di pallacanestro francese
- 8 gennaio - Hugo Grimm, attore tedesco
- 8 gennaio - Manami Hino, bobbista giapponese
- 8 gennaio - Aki Inoue, attrice giapponese
- 8 gennaio - Lee Jung-soo, ex calciatore sudcoreano
- 8 gennaio - Stefano Mauri, procuratore sportivo, opinionista e ex calciatore italiano
- 8 gennaio - Rachel Nichols, attrice e modella statunitense
- 8 gennaio - Gilberto Palacios, ex calciatore paraguaiano
- 8 gennaio - Lucia Recchia, ex sciatrice alpina italiana
- 8 gennaio - Sam Riley, attore britannico
- 8 gennaio - Raffaele Sorrentino, giocatore di poker italiano
- 8 gennaio - Mika Urbaniak, cantante statunitense
- 8 gennaio - Ali İlhan, regista e sceneggiatore turco
- 9 gennaio - Saad Al-Shehri, allenatore di calcio e ex calciatore saudita
- 9 gennaio - Arta Bajrami, cantante albanese
- 9 gennaio - Thomas Burgstaller, ex calciatore austriaco
- 9 gennaio - Valerio Carboni, compositore, polistrumentista e cantante italiano
- 9 gennaio - Daniele De Vezze, allenatore di calcio, dirigente sportivo e ex calciatore italiano
- 9 gennaio - Marco Donati, politico italiano
- 9 gennaio - Rila Fukushima, attrice e modella giapponese
- 9 gennaio - Sergio García Fernández, golfista spagnolo
- 9 gennaio - Shaun Hill, giocatore di football americano statunitense
- 9 gennaio - Eun Ah Hong, arbitro di calcio sudcoreana
- 9 gennaio - Dritan Mehmeti, allenatore di calcio e ex calciatore albanese
- 9 gennaio - Fumie Mizusawa, attrice e doppiatrice giapponese
- 9 gennaio - Francisco Pavón, ex calciatore spagnolo
- 9 gennaio - Mauro Pigozzo, giornalista e scrittore italiano
- 9 gennaio - Mariné Russo, ex hockeista su prato argentina
- 9 gennaio - Milan Stupar, ex calciatore serbo
- 9 gennaio - Maciej Tataj, ex calciatore polacco
- 10 gennaio - Brandon Cronenberg, regista e sceneggiatore canadese
- 10 gennaio - Nelson Cuevas, ex calciatore paraguaiano
- 10 gennaio - Fábio Alves Félix, ex calciatore brasiliano
- 10 gennaio - Fernanda Ferreira, ex pallavolista brasiliana
- 10 gennaio - Petri Lindroos, cantante e chitarrista finlandese
- 10 gennaio - Bernat Martínez, pilota motociclistico spagnolo († 2015)
- 10 gennaio - Javier Morales, allenatore di calcio e ex calciatore argentino
- 10 gennaio - Nicola Negro, allenatore di pallavolo italiano
- 10 gennaio - Margaret Odette, attrice statunitense
- 10 gennaio - John Owens, giocatore di football americano statunitense
- 10 gennaio - Fabio Ruini, ex cestista italiano
- 10 gennaio - Sarah Shahi, attrice e modella statunitense
- 10 gennaio - Rastislav Staňa, ex hockeista su ghiaccio slovacco
- 10 gennaio - Anneleen Van Bossuyt, politica belga
- 10 gennaio - Marijan Vuka, ex calciatore croato
- 10 gennaio - Chimi Yangzom Wangchuck, principessa bhutanese
- 11 gennaio - Mustafa Er, allenatore di calcio e ex calciatore turco
- 11 gennaio - Kevin Fletcher, ex cestista statunitense
- 11 gennaio - Vincenzo Fusco, allenatore di calcio e ex calciatore italiano
- 11 gennaio - Geovanni Deiberson Maurício, ex calciatore brasiliano
- 11 gennaio - Gökdeniz Karadeniz, allenatore di calcio e ex calciatore turco
- 11 gennaio - Jung Jae-eun, ex taekwondoka sudcoreana
- 11 gennaio - Julio Marchant, ex calciatore argentino
- 11 gennaio - Nemanja Milisavljević, ex calciatore serbo
- 11 gennaio - Peterson Peçanha, ex calciatore brasiliano
- 11 gennaio - Christian Wetklo, allenatore di calcio e ex calciatore tedesco
- 11 gennaio - Damien Wilkins, ex cestista statunitense
- 11 gennaio - Mike Williams, ex giocatore di football americano statunitense
- 12 gennaio - Amerie, cantante, ballerina e attrice statunitense
- 12 gennaio - Stefano Barrera, schermidore italiano
- 12 gennaio - Vital' Bulyha, ex calciatore bielorusso
- 12 gennaio - Maddalena Corvaglia, conduttrice televisiva e showgirl italiana
- 12 gennaio - Zaytoven, produttore discografico statunitense
- 12 gennaio - Andrij Fedčuk, pugile ucraino († 2009)
- 12 gennaio - Cristian Grabinski, allenatore di calcio e ex calciatore argentino
- 12 gennaio - Benjamin de Jager, ex rugbista a 15 sudafricano
- 12 gennaio - Marco Jaggi, wrestler svizzero
- 12 gennaio - Adam Jones, rugbista a 15 britannico
- 12 gennaio - Jan-Moritz Lichte, allenatore di calcio, dirigente sportivo e ex calciatore tedesco
- 12 gennaio - Alfredo Moreno, calciatore argentino († 2021)
- 12 gennaio - Akiko Morigami, tennista giapponese
- 12 gennaio - Bianca Nappi, attrice italiana
- 12 gennaio - Adina Pintilie, regista e sceneggiatrice rumena
- 12 gennaio - Erinn Smart, schermitrice statunitense
- 12 gennaio - Shane Stefanutto, ex calciatore australiano
- 12 gennaio - Rainer Torres, ex calciatore peruviano
- 12 gennaio - Manuela Zanon, ex cestista italiana
- 13 gennaio - Erik Espinosa, ex calciatore messicano
- 13 gennaio - Takahisa Fujinami, pilota motociclistico giapponese
- 13 gennaio - Francisco Gallardo, dirigente sportivo, allenatore di calcio e ex calciatore spagnolo
- 13 gennaio - Andrea Gessa, allenatore di calcio e ex calciatore italiano
- 13 gennaio - Nils-Eric Johansson, ex calciatore svedese
- 13 gennaio - Akira Kaji, ex calciatore giapponese
- 13 gennaio - Wolfgang Loitzl, ex saltatore con gli sci austriaco
- 13 gennaio - Arif Mirzoýew, ex calciatore turkmeno
- 13 gennaio - Adriana Paz, attrice messicana
- 13 gennaio - Ibrahim Rachidi, ex calciatore comoriano
- 13 gennaio - Michael Rupp, ex hockeista su ghiaccio statunitense
- 13 gennaio - Sin Joon-sik, ex taekwondoka sudcoreano
- 13 gennaio - Veseljko Trivunović, ex calciatore bosniaco
- 13 gennaio - Xue Haifeng, arciere cinese
- 14 gennaio - Carlos Alvarado Quesada, scrittore e politico costaricano
- 14 gennaio - Ryan Forehan-Kelly, ex cestista e allenatore di pallacanestro statunitense
- 14 gennaio - Cory Gibbs, ex calciatore statunitense
- 14 gennaio - Tommy Hannan, ex nuotatore statunitense
- 14 gennaio - Hu Xuefeng, ex cestista cinese
- 14 gennaio - Yūko Kaida, doppiatrice e attrice teatrale giapponese
- 14 gennaio - Monika Kuszyńska, cantante e cantautrice polacca
- 14 gennaio - Byron Leftwich, ex giocatore di football americano e allenatore di football americano statunitense
- 14 gennaio - Magda Mattel, ex sciatrice alpina francese
- 14 gennaio - Pablo Melgar, calciatore guatemalteco
- 14 gennaio - Hiroshi Tamaki, attore, cantante e modello giapponese
- 14 gennaio - Paola Tirados, sincronetta spagnola
- 14 gennaio - Andrija Žižić, ex cestista croato
- 15 gennaio - Tommy Adams, ex cestista statunitense
- 15 gennaio - Francesco Cancellato, giornalista italiano
- 15 gennaio - Jason Capel, ex cestista e allenatore di pallacanestro statunitense
- 15 gennaio - Mariana Derderián, attrice cilena
- 15 gennaio - Clarence Gilbert, cestista statunitense
- 15 gennaio - Matt Holliday, giocatore di baseball statunitense
- 15 gennaio - Dmytro Karjučenko, schermidore ucraino
- 15 gennaio - Liu Wei, ex cestista cinese
- 15 gennaio - Lydia, cantante spagnola
- 15 gennaio - Marco Pivato, giornalista, saggista e divulgatore scientifico italiano († 2022)
- 15 gennaio - Nolan Schaefer, ex hockeista su ghiaccio canadese
- 16 gennaio - Mohamed Aboul Ela, ex calciatore egiziano
- 16 gennaio - Lars Bak, dirigente sportivo e ex ciclista su strada danese
- 16 gennaio - Felicia Di Bari, ex cestista italiana
- 16 gennaio - Enjoli Izidor, ex cestista nigeriana
- 16 gennaio - Seydou Keita, ex calciatore maliano
- 16 gennaio - Mike King, ex cestista canadese
- 16 gennaio - Michael Lipman, ex rugbista a 15 britannico
- 16 gennaio - Alex Mastromarino, attore teatrale, cantante e ballerino italiano
- 16 gennaio - Lin-Manuel Miranda, attore, compositore e regista statunitense
- 16 gennaio - Amira Mohamed Ali, politica tedesca
- 16 gennaio - Albert Pujols, giocatore di baseball dominicano
- 16 gennaio - Yuki Tsuchihashi, ex calciatrice giapponese
- 16 gennaio - Michelle Wild, attrice e ex attrice pornografica ungherese
- 17 gennaio - 9ice, cantante nigeriano
- 17 gennaio - Valeri Abramidze, ex calciatore georgiano
- 17 gennaio - Rasim Başak, ex cestista azero
- 17 gennaio - Emily Danforth, scrittrice statunitense
- 17 gennaio - Zooey Deschanel, attrice e cantante statunitense
- 17 gennaio - Maixant Mombollet, ex cestista centrafricano
- 17 gennaio - Jean-Daniel Padovani, ex calciatore francese
- 17 gennaio - Grégory Rast, dirigente sportivo e ex ciclista su strada svizzero
- 17 gennaio - Natal'ja Sutjagina, ex nuotatrice russa
- 18 gennaio - Edgar Álvarez, ex calciatore honduregno
- 18 gennaio - Karl Anderson, wrestler statunitense
- 18 gennaio - Nenad Brnović, allenatore di calcio e ex calciatore montenegrino
- 18 gennaio - Kenny Corupe, ex hockeista su ghiaccio canadese
- 18 gennaio - Precious Dede, ex calciatrice nigeriana
- 18 gennaio - Davit Dighmelashvili, ex calciatore statunitense
- 18 gennaio - Estelle, cantautrice, rapper e doppiatrice britannica
- 18 gennaio - Robert Green, ex calciatore inglese
- 18 gennaio - Rodrigo Guirao Díaz, attore argentino
- 18 gennaio - Kert Haavistu, ex calciatore estone
- 18 gennaio - Lin Na, mezzofondista cinese
- 18 gennaio - Julius Peppers, ex giocatore di football americano statunitense
- 18 gennaio - Jason Segel, attore, comico e produttore cinematografico statunitense
- 18 gennaio - Liah, cantautrice brasiliana
- 18 gennaio - Răzvan Stanca, ex calciatore rumeno
- 18 gennaio - Alexandre Stricher, pilota di rally e giornalista francese
- 18 gennaio - Antonio Jesús Vázquez Muñoz, ex calciatore spagnolo
- 19 gennaio - Jenson Button, pilota automobilistico britannico
- 19 gennaio - Cai Yun, giocatore di badminton cinese
- 19 gennaio - Mercedes Chilla, giavellottista spagnola
- 19 gennaio - D Double E, rapper britannico
- 19 gennaio - Sebastian Dudek, ex calciatore polacco
- 19 gennaio - Vlado Ilievski, ex cestista macedone
- 19 gennaio - Anna Incerti, maratoneta italiana
- 19 gennaio - Dwayne Jack, calciatore trinidadiano
- 19 gennaio - Nader Kara, ex calciatore libico
- 19 gennaio - Kotoko, cantante giapponese
- 19 gennaio - Luke Macfarlane, attore canadese
- 19 gennaio - Arvydas Macijauskas, ex cestista lituano
- 19 gennaio - Jan Matura, ex saltatore con gli sci e combinatista nordico ceco
- 19 gennaio - Matic Osovnikar, ex velocista sloveno
- 19 gennaio - Silvia Rampazzo, fondista di corsa in montagna italiana
- 19 gennaio - Leonard Scott, velocista statunitense
- 20 gennaio - Cristián Álvarez, ex calciatore cileno
- 20 gennaio - Iván Álvarez, ex calciatore cileno
- 20 gennaio - Melissa Barbieri, calciatrice e allenatrice di calcio australiana
- 20 gennaio - Dmitrij Barsuk, giocatore di beach volley russo
- 20 gennaio - Cirilo Tadeus Cardoso Filho, ex giocatore di calcio a 5 brasiliano
- 20 gennaio - Giovanni Nicola Casale, judoka italiano
- 20 gennaio - Cho U, goista giapponese
- 20 gennaio - Joo Se-hyuk, tennistavolista sudcoreano
- 20 gennaio - Federico Martín Aramburú, rugbista a 15 e dirigente d'azienda argentino († 2022)
- 20 gennaio - Samuele Pace, ex rugbista a 15 e allenatore di rugby a 15 italiano
- 20 gennaio - Petra Rampre, ex tennista slovena
- 20 gennaio - Matthew Tuck, cantante e chitarrista britannico
- 20 gennaio - Felicitas Woll, attrice tedesca
- 20 gennaio - Mohd Fauzi Nan, ex calciatore malese
- 21 gennaio - Mostyn Beui, calciatore salomonese
- 21 gennaio - Rhian Dodds, ex calciatore scozzese
- 21 gennaio - Troy Dumais, tuffatore statunitense
- 21 gennaio - Karsten Forsterling, canottiere australiano
- 21 gennaio - La Húngara, cantante spagnola
- 21 gennaio - Dave Kitson, allenatore di calcio e ex calciatore inglese
- 21 gennaio - Lee Kyung-won, giocatrice di badminton sudcoreana
- 21 gennaio - Austin McCann, ex calciatore scozzese
- 21 gennaio - Kevin James McKenna, allenatore di calcio e ex calciatore canadese
- 21 gennaio - Nana Mizuki, doppiatrice e cantante giapponese
- 21 gennaio - Alexander Os, ex biatleta norvegese
- 21 gennaio - Xavier Pons, pilota di rally spagnolo
- 21 gennaio - Mari Possa, attrice pornografica e personaggio televisivo salvadoregna
- 21 gennaio - Jeff Powers, pallanuotista statunitense
- 21 gennaio - Brie Rippner, ex tennista statunitense
- 21 gennaio - Bratislav Ristić, ex calciatore serbo
- 21 gennaio - Ceri Sweeney, rugbista a 15 gallese
- 22 gennaio - Evgenij Aldonin, ex calciatore russo
- 22 gennaio - Mauro Calamia, ex cestista italiano
- 22 gennaio - Iōannīs Gkiokas, politico greco
- 22 gennaio - Jake Grove, ex giocatore di football americano statunitense
- 22 gennaio - Hannah Mancini, cantautrice statunitense
- 22 gennaio - Christopher Masterson, attore statunitense
- 22 gennaio - Rudy Riou, allenatore di calcio e ex calciatore francese
- 22 gennaio - Eric Smith, assassino statunitense
- 22 gennaio - Jonathan Woodgate, allenatore di calcio e ex calciatore inglese
- 23 gennaio - Éric Berthou, ex ciclista su strada francese
- 23 gennaio - Benedetta Ceccarelli, ex ostacolista italiana
- 23 gennaio - Simphiwe Dana, cantautrice sudafricana
- 23 gennaio - Elena Dolgopolova, ex ginnasta russa
- 23 gennaio - Hawa Essuman, regista e sceneggiatrice keniota
- 23 gennaio - Unai Expósito, ex calciatore spagnolo
- 23 gennaio - Mahesh Gawli, ex calciatore indiano
- 23 gennaio - Blerina Gjylameti, politica albanese
- 24 gennaio - Yordanis Arencibia, judoka cubano
- 24 gennaio - Yamandu Costa, chitarrista e compositore brasiliano
- 24 gennaio - Derek Eastman, hockeista su ghiaccio statunitense
- 24 gennaio - Paul Emerick, ex rugbista a 15 e allenatore di rugby a 15 statunitense
- 24 gennaio - Christine Hargin, ex sciatrice alpina svedese
- 24 gennaio - Jofre Mateu González, ex calciatore spagnolo
- 24 gennaio - Nicole Marie Lenz, attrice e modella statunitense
- 24 gennaio - Claude Ngon Adjam, ex calciatore camerunese
- 24 gennaio - Park Kang-jo, allenatore di calcio e ex calciatore sudcoreano
- 24 gennaio - Tiago Polido, allenatore di calcio a 5 portoghese
- 24 gennaio - Wilmar Roldán, arbitro di calcio colombiano
- 24 gennaio - Rebecca Romero, canottiera, pistard e ciclista su strada britannica
- 24 gennaio - Suzy, cantante e musicista portoghese
- 24 gennaio - Willie Taylor, cestista statunitense († 2022)
- 24 gennaio - Atli Sveinn Þórarinsson, calciatore islandese
- 25 gennaio - Paulo Assunção, ex calciatore brasiliano
- 25 gennaio - Christian Baptiste, ex calciatore trinidadiano
- 25 gennaio - Nicola Brienza, allenatore di pallacanestro italiano
- 25 gennaio - Filip Dylewicz, ex cestista polacco
- 25 gennaio - Justin Fargas, ex giocatore di football americano statunitense
- 25 gennaio - Vol'ha Masilënene, ex cestista bielorussa
- 25 gennaio - Michelle McCool, wrestler statunitense
- 25 gennaio - Christian Olsson, ex triplista svedese
- 25 gennaio - Grégory Pujol, ex calciatore francese
- 25 gennaio - Eustathios Taularidīs, ex calciatore greco
- 25 gennaio - Xavi, allenatore di calcio e ex calciatore spagnolo
- 26 gennaio - Nader Al-Massri, mezzofondista palestinese
- 26 gennaio - Adrian Budka, calciatore polacco
- 26 gennaio - Corina Monica Ciorbă, cantante romena
- 26 gennaio - Cédric Coutouly, ex ciclista su strada francese
- 26 gennaio - Phil Dalhausser, ex giocatore di beach volley statunitense
- 26 gennaio - Taylor James, attore britannico
- 26 gennaio - Sanae Kobayashi, doppiatrice giapponese
- 26 gennaio - Dennis Norman, ex giocatore di football americano statunitense
- 26 gennaio - Maximiliano Pellegrino, ex calciatore argentino
- 26 gennaio - Tom Skinner, batterista, percussionista e produttore discografico inglese
- 27 gennaio - André Luiz Silva do Nascimento, ex calciatore brasiliano
- 27 gennaio - Tony Bland, ex cestista statunitense
- 27 gennaio - Davalyn Cunningham, ex cestista statunitense
- 27 gennaio - Nicolai Iversen, ex cestista danese
- 27 gennaio - Līga Kļaviņa, ex multiplista lettone
- 27 gennaio - Sarah LaFleur, attrice canadese
- 27 gennaio - Nono Lubanzadio, ex calciatore della Repubblica Democratica del Congo
- 27 gennaio - Len Matela, ex cestista statunitense
- 27 gennaio - Dragan Načevski, ex calciatore macedone
- 27 gennaio - Marat Safin, allenatore di tennis, ex tennista e ex politico russo
- 27 gennaio - Andreas Tölzer, judoka tedesco
- 27 gennaio - Jiří Welsch, ex cestista ceco
- 28 gennaio - Nick Carter, cantante e musicista statunitense
- 28 gennaio - Yasuhito Endō, allenatore di calcio e ex calciatore giapponese
- 28 gennaio - Brian Fallon, cantautore statunitense
- 28 gennaio - Michael Hastings, giornalista e scrittore statunitense († 2013)
- 28 gennaio - Jesse James Hollywood, criminale statunitense
- 28 gennaio - Lee Yoo-ri, attrice sudcoreana
- 28 gennaio - Claude Marquis, cestista francese († 2024)
- 28 gennaio - Karel Piták, allenatore di calcio e ex calciatore ceco
- 28 gennaio - Dejan Rusmir, ex calciatore serbo
- 28 gennaio - Davy Theunis, ex calciatore belga
- 29 gennaio - Knut Borch, ex calciatore norvegese
- 29 gennaio - Gustavo César Veloso, dirigente sportivo e ex ciclista su strada spagnolo
- 29 gennaio - Manuel Coscione, pallavolista italiano
- 29 gennaio - Nico Estévez, allenatore di calcio spagnolo
- 29 gennaio - Andreas Hartmann, ex combinatista nordico svizzero
- 29 gennaio - Ingimundur Ingimundarson, pallamanista islandese
- 29 gennaio - Haylie Johnson, attrice statunitense
- 29 gennaio - Ivan Klasnić, ex calciatore croato
- 29 gennaio - Katie Lohmann, modella statunitense
- 29 gennaio - Peter Løvenkrands, allenatore di calcio e ex calciatore danese
- 29 gennaio - Adriano Duarte Mansur da Silva, ex calciatore brasiliano
- 29 gennaio - Nirajan Rayamajhi, ex calciatore nepalese
- 29 gennaio - Jason James Richter, attore statunitense
- 29 gennaio - Giovanni Rienzo, attore italiano
- 29 gennaio - Ronald Rivero, ex calciatore boliviano
- 29 gennaio - Øyvind Svenning, allenatore di calcio e calciatore norvegese
- 29 gennaio - Yannick Szczepaniak, ex lottatore francese
- 29 gennaio - Érick Vallecillo, calciatore honduregno
- 30 gennaio - Dariusz Brzozowski, batterista polacco
- 30 gennaio - Kaaris, rapper francese
- 30 gennaio - Lena Hall, attrice e cantante statunitense
- 30 gennaio - Josh Kelley, cantautore e musicista statunitense
- 30 gennaio - Zurab Menteshashvili, ex calciatore georgiano
- 30 gennaio - Mr. Pete, attore pornografico statunitense
- 30 gennaio - Rodrigo Pérez Ojeda, ex giocatore di football americano e allenatore di football americano messicano
- 30 gennaio - Katell Quillévéré, regista e sceneggiatrice francese
- 30 gennaio - Yandro Quintana, lottatore cubano
- 30 gennaio - Álvaro Santos, allenatore di calcio e ex calciatore brasiliano
- 30 gennaio - Axel Schreiber, attore tedesco
- 30 gennaio - Giōrgos Vakouftsīs, ex calciatore greco
- 30 gennaio - Wilmer Valderrama, attore statunitense
- 30 gennaio - Cédric Varrault, allenatore di calcio e ex calciatore francese
- 30 gennaio - Marlene Weingärtner, ex tennista tedesca
- 30 gennaio - Angela Williams, velocista statunitense
- 30 gennaio - Lee Zeldin, politico statunitense
- 31 gennaio - Abu al Hasan al Hashimi al Qurashi, terrorista iracheno († 2022)
- 31 gennaio - Johnny Castle, attore pornografico statunitense
- 31 gennaio - Gary Doherty, ex calciatore irlandese
- 31 gennaio - Sergej Fedorovcev, canottiere russo
- 31 gennaio - Jens Hakanowitz, ex cestista danese
- 31 gennaio - April L. Hernandez, attrice statunitense
- 31 gennaio - K.Maro, cantante e rapper libanese
- 31 gennaio - Tiffany Limos, attrice e ex modella statunitense
- 31 gennaio - Alan van der Merwe, pilota automobilistico sudafricano
- 31 gennaio - Leonardo Migliónico, ex calciatore uruguaiano
- 31 gennaio - Dan Milisavljevic, astronomo canadese
- 31 gennaio - Alexandra Munteanu, ex sciatrice alpina statunitense
- 31 gennaio - Ruslan Vasil'evič Skvorcov, ballerino russo
- 31 gennaio - Shim Yi-young, attrice e modella sudcoreana
- 31 gennaio - Aleksandar Simić, ex calciatore serbo
- 31 gennaio - Melissa Stockwell, militare e triatleta statunitense
- 31 gennaio - Luisa Tamanini, ex ciclista su strada italiana
- 31 gennaio - Jurica Vranješ, ex calciatore croato
- 31 gennaio - Clarissa Ward, giornalista e conduttrice televisiva statunitense